# Équipe d'Azerbaïdjan féminine de football
Cet article traite de l'équipe féminine. Pour l'équipe masculine, voir Équipe d'Azerbaïdjan de football.
Maillots
L'équipe d'Azerbaïdjan féminine de football est l'équipe nationale qui représente l'Azerbaïdjan en football féminin. Elle rassemble les meilleures joueuses de l'Azerbaïdjan.

## Histoire
Lors des qualifications pour le mondial féminin 2011, l'Azerbaïdjan encaisse soixante buts en huit matchs (7,5 buts encaissés par match).